# Roc Montserrat
Roc Montserrat (segles XVII - XVIII) fou mestre de capella.
És citat per Barbieri en els seus Papers com a “mestre de capella jubilat" de la santa església catedral de Cartagena quan va donar el seu parer favorable al mestre Valls, en la polèmica sobre la Missa Scala Aretina signant-la a Múrcia, el 25 d’abril del 1716. En l’arxiu de El Escorial existeix una missa seva.